# Pablo Agüero
Pablo Agüero, né le 13 mai 1977 à Mendoza, est un réalisateur et scénariste franco-argentin.

## Biographie
Pablo Agüero naît à Mendoza, en Argentine, le 13 mai 1977. Il grandit et vit seul avec sa mère dans un bidonville sans eau ni électricité. Le dessin est sa première passion mais il bifurque vers le cinéma après avoir volé une caméra 35 mm à une école privée dont il connaît une des élèves.
Le film qu'il tourne avec cette caméra lui permet d'être invité à Toulouse en 2001 dans le cadre d’un festival aidant les réalisateurs argentins victimes de la crise économique à terminer leur film. Il vit ensuite quelques années sans papiers ni adresse entre la France et l'Espagne, jusqu'en 2006, année où il rejoint la résidence Cinéfondation pour préparer son premier long-métrage et où il acquiert ensuite une renommée internationale avec son court-métrage Primera Nieve, lauréat du prix du jury au Festival de Cannes en 2006.
Il obtient ensuite la nationalité française. Il vit à Paris depuis ce jour.

## Œuvre

### Caractéristiques
Parmi ses collaborateurs, citons John Cale (Velvet Underground), qui s'est produit pour la première fois dans Salamandra. Gael García Bernal (Amours chiennes, La Mauvaise Éducation), Denis Lavant (Mister Lonely, Holy Motors) et Imanol Arias (La Fleur de mon secret) sont réunis pour la première fois dans le film Eva ne dort pas. Jeanne Moreau a interprété une adaptation radiophonique d'Eva ne dort pas et une chanson originale avec Gotan Project. C'était la dernière représentation de sa vie. Geraldine Chaplin joue le rôle de Dieu dans Madres de los dioses.
Son film Eva ne dort pas a été le plus primé des Condor (César argentins) en 2016. Son film Les Sorcières d'Akelarre a été le plus primé des Goya (César espagnols) en 2020. Saint-Ex est son premier film en français.

## Filmographie

### Longs-métrages
- 2008 : Salamandra
- 2009 : 77 Doronship
- 2015 : Madres de los dioses (documentaire)
- 2015 : Eva ne dort pas (Eva no duerme)
- 2018 : A Son of Man: La maldición del tesoro de Atahualpa
- 2020 : Les Sorcières d'Akelarre (Akelarre)
- 2024 : Saint-Ex

### Courts-métrages
- 2006 : Primera nieve
- 2005 : Lejos del sol

## Distinctions

### Récompenses
- 2005 Meilleur court métrage au Bafici pour Lejos del Sol (Loin du soleil)
- 2005 Meilleur court métrage au Festival international du film de Cork pour Lejos del Sol (Loin du soleil)
- Festival international du film de Cannes : Prix Spécial du Jury (Sélection Officielle) pour Primera Nieve.
- 2006 Prix du jury (Festival de Cannes) pour Primera Nieve (Première neige)
- 2006 Premier prix au Festival international du film de Gijón pour Primera Nieve (Première neige)
- 2006 Meilleur Opéra Prima décerné par l'Instituto Nacional de Cine y Artes Audiovisuales pour Primera Nieve (Première neige)
- 2009 Meilleur réalisateur au Bafici pour 77 Doronship
- 2012 Grand Prix du meilleur scénario à SOPADIN, France, pour Eva No Duerme
- Prix œcuménique 2015 à Visions du réel pour Mères des Dieux
- 2015 Meilleur réalisateur pour Eva no Duerme au Festival international du film d'Amiens
- 2015 Meilleur film argentin de l'année à Pantalla Pinamar pour Eva no Duerme
- 2015 Premier prix au festival international du film indépendant IndieLisboa pour Eva no Duerme
- 2015 Films en cours au Festival du film latino-américain de Toulouse pour Eva no Duerme
- 2015 Ciné-plus au Festival du film latino-américain de Toulouse pour Eva no Duerme
- Condor d'argent 2016 du meilleur réalisateur pour Eva no Duerme
- 2016 Meilleure cinématographie à l'Association argentine des critiques de cinéma pour Eva no Duerme
- 2016 Meilleure direction artistique Asociación de Cronistas Cinematográficos de la Argentina pour Eva no Duerme
- 2016 Meilleure création de costumes Asociación de Cronistas Cinematográficos de la Argentina pour Eva no Duerme
- 2016 Meilleure conception sonore Asociación de Cronistas Cinematográficos de la Argentina pour Eva no Duerme
- 2019 Meilleur long métrage au Rhode Island International Film Festival pour A Son of Man
- Prix ARTE 2019 au Festival international du film de Saint-Sébastien pour Akelarre
- 2021 : GOYA Meilleure direction artistique pour Akelarre
- 2021 : GOYA Meilleure musique pour Akelarre
- 2021 : GOYA Meilleurs FX pour Akelarre
- 2021 : GOYA Meilleur maquillage pour Akelarre
- 2021 : GOYA Meilleurs costumes pour Akelarre

### Nominations et sélections
- Palme d'Or 2006 du meilleur court métrage pour Primera Nieve (Première neige)
- 2006 Cinéfondation Résidence pour Salamandra
- 2006 Cinéfondation Atelier pour Salamandra
- Caméra d'Or 2006 pour Salamandra
- Quinzaine des réalisateurs 2006 pour Salamandra
- 2015 Concha de Oro du meilleur film pour Eva no Duerme
- 2016 : 11 nominations de l'Association argentine des critiques de cinéma pour Eva no Duerme
- 2019 Un fils de l'homme : sélectionné pour représenter l'Équateur aux Oscars
- Quinzaine des réalisateurs 2020 pour Akelarre
- 2020 Concha de Oro du meilleur film pour Akelarre
- 2021 Six nominations au prix Feroz pour Akelarre
- 2021 Meilleur film aux prix José María Forqué pour Akelarre
- 2021 Neuf nominations au prix Feroz pour Akelarre